# Морфу
Морфу (грец. Μόρφου, Морфу, тур. Güzelyurt, Гюзельюрт) є сьомим за величиною та важливим містом на Кіпрі в частині, що перебуває під турецькою окупацією (Турецька Республіка Північного Кіпру). Місто офіційно належить до району Нікосії.

## Природні умови
Місто Морфу розташоване біля західного узбережжя Кіпру. Морфу лежить за 35 км на захід від столиці Нікосії.
Рельєф Морфу розташований біля берегів Середземного моря, на висоті близько 45 метрів над рівнем моря. Місто розташоване в західній частині центральної рівнини острова Месаорії і навколо міста рівнинний ґрунт.
Клімат Морфу середземноморський з елементами посушливого степового клімату. Середньорічна температура становить цілих 25 поділок, а опадів випадає мало — близько 400 мм/м².
Води: Морфу розташований біля узбережжя Середземного моря (8 км), і в самому місті немає великих водотоків.

## Історія
Хоча область Морфу була заселена з доісторичних часів, це місто, перебуваючи в тіні сусідньої Нікосії, ніколи не було таким важливим.
Важлива частина історії міста пов'язана з сучасністю. За Берлінським конгресом 1878 року Велика Британія отримала Кіпр як колонію. Хоча британці покращують ситуацію і з'єднують місто з Нікосією, важке економічне питання призводить до постійного тертя між більшістю греками-християнами та меншістю турками-мусульманами.
Зі здобуттям Кіпром незалежності в 1960 році в Морфу розвивалося сільське господарство (зокрема вирощування лимонів). Проте ще в 1960-х роках виникли перші суперечки між греками-християнами, які перебувають у більшості, і турками-мусульманами, які є меншістю. У той час Морфу був майже повністю грецьким поселенням — понад 95 % населення міста були греками.
У 1974 році турецька армія окупувала північну третину Кіпру в 1941 році разом з Морфу, який став поселенням поблизу лінії роз'єднання. Місцеві греки тікають на південь країни, а місто залишається напівпорожнім. Місто вже десятиліттями занепадає.

## Населення
Сьогодні у Морфу проживає близько 15 000 іноземців у межах міста, переважно турків. Більшість із них – іммігранти з Туреччини, менша частина – вихідці з турків-кіпріотів.

## Економіка
Після окупації в 1974 році економіка Морфу різко обвалилася. Нині місто слабо розвинене і спирається на сільське господарство.

## Зовнішні посилання
- Офіційний вебсайт міста Морфу [Архівовано 14 березня 2022 у Wayback Machine.]